# Chiesa di Santa Maria della Consolazione (Altamura)
La chiesa di Santa Maria della Consolazione è una chiesa di Altamura. È una delle parrocchie della diocesi di Altamura-Gravina-Acquaviva delle Fonti.

## Storia
La chiesa, costruita nel XX secolo, incorpora una chiesa più antica dedicata a San Vito, eretta nel 1618.

### Restauro
Nel 2012, grazie alle offerte della comunità, sono cominciati i lavori di restauro. La nuova chiesa, ripulita e modernizzata, è stata consacrata il 2 gennaio 2013 da Angelo Comastri.

## Descrizione
La chiesa contiene diverse opere d'arte del patrimonio artistico altamurano: la statua di marmo di San Vito rimanda al culto al quale la chiesa era precedentemente dedicata e fu scolpita a Napoli nel 1620 da Michelangelo Naccherino. La tela con la Madonna con il Bambino tra i santi Antonio e Leonardo fu dipinta tra 1585 e 1595 circa da Francesco Curia per un'altra chiesa non identificata. Ignoto è anche il committente al quale è connessa la scena di assedio turco a una città. Il pittore rielabora la Madonna di Foligno di Raffaello come aveva fatto Barocci nella sua Madonna di Fossombrone.
La chiesa custodisce anche un'altra tela con San Matteo e l'Angelo del pittore veneziano Sebastiano Ricci che la dipinse ai primi del Settecento; il dipinto con Sant'Orsola e le compagne e la Madre della Consolazione sull'altare maggiore, opera del 1634 del pittore Gian Donato Oppido da Matera.
Opere più recenti sono la statua di Sant'Agostino, della Madonna della Cintura e dei SS. Medici, la tela ottocentesca della Natività e il Crocifisso scolpito in legno della Val Gardena.
Sulla targa, apposta a destra dell'entrata centrale, c'è scritto: